# Carl Weishaupt

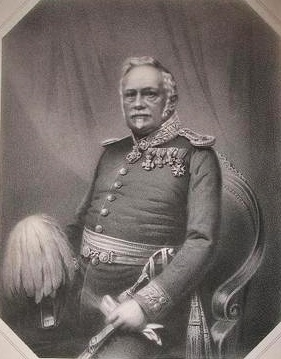
Carl Weishaupt

Carl Romanus Weishaupt (* 11. August 1787 in Regensburg; † 18. Dezember 1853 in München) war ein bayerischer Generalleutnant und Kriegsminister.

## Leben
Carl war ein Sohn des sachsen-gothatischen Hofrats Adam Weishaupt. Er trat am 23. Mai 1804 als Unterleutnant in die Bayerische Armee ein und diente während der Napoleonischen Kriege ab Juli 1805 zunächst im 2. Infanterie-Regiment. Im April 1848 wurde Weishaupt als Generalmajor zum Kriegsminister ernannt. Er blieb aber nur kurzzeitig, vom 5. April bis zum 21. November in diesem Amt, bevor er von Generalleutnant Wilhelm von Le Suire abgelöst wurde. Weishaupt diente danach als Brigadier der Artillerie und wurde noch einen Tag vor seinem Tode durch König Maximilian II. zum Generalleutnant befördert.
Er wanderte gerne und veröffentlichte Beiträge zur Erforschung der Römischen Straßen in Bayern.